# Шовињи ди Перш
Шовињи ди Перш (фр. Chauvigny-du-Perche) насеље је и општина у централној Француској у региону Центар (регион), у департману Лоар и Шер која припада префектури Вандом.
По подацима из 2011. године у општини је живело 230 становника, а густина насељености је износила 9,82 становника/km². Општина се простире на површини од 23,43 km². Налази се на средњој надморској висини од 182 метара (максималној 226 m, а минималној 132 m).

## Демографија
| 1962. | 1968. | 1975. | 1982. | 1990. | 1999. | 2011. |
| ----- | ----- | ----- | ----- | ----- | ----- | ----- |
| 370   | 418   | 349   | 287   | 257   | 244   | 230   |

График промене броја становника у току последњих година